# Юлло, Жан-Мари
Жан-Мари Юлло (фр. Jean-Marie Hullot) 16 февраля 1954, Париж — 17 июня 2019) — французский учёный-информатик и программист, создавший важные программы для платформ Macintosh, NeXTSTEP, и macOS, которая включает в себя интерфейс SOS для Mac, ставший позднее Interface Builder для NeXTSTEP (1985), а затем — частью Mac OS X. Руководил командами по разработке iCal и iSync для Mac OS X (2002).
После окончания Эколь Нормаль Жан-Мари Юлло, под руководством Жерара Юэ получил докторскую степень в области информатики в Университете Париж-Орсе́ (фр. Université Paris-Sud) в 1981 году. Был исследователем в INRIA с 1979 по 1986 год, пока не присоединился к компании NeXT. Был соучредителем RealNames, службы URL перевода, которая была закрыта в 2002 году.
Вдохновитель iPhone корпорации Apple, подавший идею Стиву Джобсу. Занимал должность технического директора приложений для обслуживания компании Apple Inc. с 2001 по 2005 год. Его работа заключалась в синхронизации между различными устройствами для адресных книг (iSync) и календарями (iCal). В 2005 году, когда компания Apple решила централизовать разработки iPhone в Соединенных Штатах, Жан-Мари Юлло, не желая покидать Францию, ушел в отставку.
Будучи фотолюбителем, Жан-Мари Юлло создал в интернете энциклопедию фотографий — Fotopedia.
Скончался 19 июня 2019 года.